# 백대현
백대현(白大鉉, 1978년 5월 15일 ~ )은 대한민국의 바둑 기사이다.

## 약력
1994년 입단하였으며, 2014년 7월에 9단으로 승단하였다. 한국바둑리그 영남일보 소속 바둑 기사로 활동했고, 현재 KB한국바둑리그 셀트리온 팀의 감독을 맡고 있으며 바둑TV 해설가로 활동 중이다.